# Александар Максимович
Александар Максимович (серб. Aleksandar Maksimović; нар. 26 лютого 1988, Белград) — сербський борець греко-римського стилю, срібний та триразовий бронзовий призер чемпіонату Європи, учасник Олімпійських ігор.

## Біографія
Боротьбою займається з 1999 року. Був другим на чемпіонаті світу 2008 року серед юніорів. Чемпіон Європи серед юніорів у 2007 і 2008 роках. Виступав за спортивний клуб «Партизан», Белград.

## Спортивні результати на міжнародних змаганнях

### Виступи на Олімпіадах
| Змагання                    | Збірна | Вагова категорія                 | Місце |
| --------------------------- | ------ | -------------------------------- | ----- |
| Літні Олімпійські ігри 2012 | Сербія | греко-римська боротьба, до 66 кг | 16    |

### Виступи на Чемпіонатах світу
| Змагання                        | Збірна | Вагова категорія                 | Місце |
| ------------------------------- | ------ | -------------------------------- | ----- |
| Чемпіонат світу з боротьби 2007 | Сербія | греко-римська боротьба, до 66 кг | 25    |
| Чемпіонат світу з боротьби 2009 | Сербія | греко-римська боротьба, до 66 кг | 23    |
| Чемпіонат світу з боротьби 2010 | Сербія | греко-римська боротьба, до 66 кг | 13    |
| Чемпіонат світу з боротьби 2011 | Сербія | греко-римська боротьба, до 66 кг | 32    |
| Чемпіонат світу з боротьби 2013 | Сербія | греко-римська боротьба, до 66 кг | 5     |
| Чемпіонат світу з боротьби 2014 | Сербія | греко-римська боротьба, до 71 кг | 16    |
| Чемпіонат світу з боротьби 2015 | Сербія | греко-римська боротьба, до 71 кг | 28    |
| Чемпіонат світу з боротьби 2016 | Сербія | греко-римська боротьба, до 71 кг | 5     |
| Чемпіонат світу з боротьби 2018 | Сербія | греко-римська боротьба, до 72 кг | 11    |

### Виступи на Чемпіонатах Європи
| Змагання                         | Збірна | Вагова категорія                 | Місце  |
| -------------------------------- | ------ | -------------------------------- | ------ |
| Чемпіонат Європи з боротьби 2007 | Сербія | греко-римська боротьба, до 66 кг | 21     |
| Чемпіонат Європи з боротьби 2008 | Сербія | греко-римська боротьба, до 66 кг | 9      |
| Чемпіонат Європи з боротьби 2009 | Сербія | греко-римська боротьба, до 66 кг | 21     |
| Чемпіонат Європи з боротьби 2010 | Сербія | греко-римська боротьба, до 66 кг | 15     |
| Чемпіонат Європи з боротьби 2011 | Сербія | греко-римська боротьба, до 66 кг | Бронза |
| Чемпіонат Європи з боротьби 2012 | Сербія | греко-римська боротьба, до 66 кг | Бронза |
| Чемпіонат Європи з боротьби 2013 | Сербія | греко-римська боротьба, до 66 кг | 11     |
| Чемпіонат Європи з боротьби 2014 | Сербія | греко-римська боротьба, до 71 кг | 8      |
| Чемпіонат Європи з боротьби 2016 | Сербія | греко-римська боротьба, до 71 кг | Срібло |
| Чемпіонат Європи з боротьби 2017 | Сербія | греко-римська боротьба, до 71 кг | Бронза |
| Чемпіонат Європи з боротьби 2018 | Сербія | греко-римська боротьба, до 72 кг | 6      |
| Чемпіонат Європи з боротьби 2021 | Сербія | греко-римська боротьба, до 72 кг | 7      |

### Виступи на Європейських іграх
| Змагання              | Збірна | Вагова категорія                 | Місце |
| --------------------- | ------ | -------------------------------- | ----- |
| Європейські ігри 2015 | Сербія | греко-римська боротьба, до 66 кг | 5     |
| Європейські ігри 2019 | Сербія | греко-римська боротьба, до 77 кг | 7     |

### Виступи на Середземноморських іграх
| Змагання                    | Збірна | Вагова категорія                 | Місце  |
| --------------------------- | ------ | -------------------------------- | ------ |
| Середземноморські ігри 2009 | Сербія | греко-римська боротьба, до 66 кг | Срібло |
| Середземноморські ігри 2013 | Сербія | греко-римська боротьба, до 66 кг | Срібло |

### Виступи на Середземноморських чемпіонатах
| Змагання                                     | Збірна | Вагова категорія                 | Місце  |
| -------------------------------------------- | ------ | -------------------------------- | ------ |
| Середземноморський чемпіонат з боротьби 2010 | Сербія | греко-римська боротьба, до 66 кг | Бронза |
| Середземноморський чемпіонат з боротьби 2014 | Сербія | греко-римська боротьба, до 71 кг | Золото |

### Виступи на інших змаганнях
| Змагання                                                         | Збірна | Вагова категорія                 | Місце  |
| ---------------------------------------------------------------- | ------ | -------------------------------- | ------ |
| Олімпійський кваліфікаційний турнір з боротьби 2008 (Роме-Остія) | Сербія | греко-римська боротьба, до 66 кг | 14     |
| Олімпійський кваліфікаційний турнір з боротьби 2008 (Новий Сад)  | Сербія | греко-римська боротьба, до 66 кг | 22     |
| Золотий Гран-прі з боротьби 2009                                 | Сербія | греко-римська боротьба, до 66 кг | 5      |
| Гран-прі Словенії з боротьби 2011                                | Сербія | греко-римська боротьба, до 74 кг | 5      |
| Золотий Гран-прі з боротьби 2011 (Сомбатгей)                     | Сербія | греко-римська боротьба, до 66 кг | Бронза |
| Золотий Гран-прі з боротьби 2011 (Баку)                          | Сербія | греко-римська боротьба, до 66 кг | 5      |
| Золотий Гран-прі з боротьби 2012 (Сомбатгей)                     | Сербія | греко-римська боротьба, до 66 кг | Бронза |
| Олімпійський кваліфікаційний турнір з боротьби 2012 (Софія)      | Сербія | греко-римська боротьба, до 66 кг | 10     |
| Олімпійський кваліфікаційний турнір з боротьби 2012 (Тайюань)    | Сербія | греко-римська боротьба, до 66 кг | Бронза |
| Золотий Гран-прі з боротьби 2012 (Баку)                          | Сербія | греко-римська боротьба, до 66 кг | 5      |
| Золотий Гран-прі з боротьби 2013 (Сомбатгей)                     | Сербія | греко-римська боротьба, до 66 кг | 11     |
| Кубок Якоба Курбі 2013                                           | Сербія | греко-римська боротьба, до 66 кг | Бронза |
| Всесвітні ігри бойових мистецтв 2013                             | Сербія | греко-римська боротьба, до 66 кг | Срібло |
| Відкритий чемпіонат Загреба з боротьби 2014                      | Сербія | греко-римська боротьба, до 71 кг | Срібло |
| Золотий Гран-прі з боротьби 2014 (Сомбатгей)                     | Сербія | греко-римська боротьба, до 66 кг | 18     |
| Золотий Гран-прі з боротьби 2014 (Сомбатгей)                     | Сербія | греко-римська боротьба, до 71 кг | 8      |
| Міжнародний турнір Любомира Івановича-Гедзи 2014                 | Сербія | греко-римська боротьба, до 71 кг | Золото |
| Золотий Гран-прі з боротьби 2014 (Баку)                          | Сербія | греко-римська боротьба, до 71 кг | 8      |
| Відкритий чемпіонат Загреба з боротьби 2015                      | Сербія | греко-римська боротьба, до 71 кг | Срібло |
| Гран-прі FILA 2015                                               | Сербія | греко-римська боротьба, до 66 кг | 16     |
| Міжнародний турнір Любомира Івановича-Гедзи 2015                 | Сербія | греко-римська боротьба, до 66 кг | Бронза |
| Меморіал Іона Корнеану 2015                                      | Сербія | греко-римська боротьба, до 71 кг | Бронза |
| Гран-прі Загреба з боротьби 2016                                 | Сербія | греко-римська боротьба, до 71 кг | Бронза |
| Золотий Гран-прі з боротьби 2016                                 | Сербія | греко-римська боротьба, до 71 кг | Бронза |
| Гран-прі Загреба з боротьби 2017                                 | Сербія | греко-римська боротьба, до 71 кг | 13     |
| Гран-прі Угорщини з боротьби 2017                                | Сербія | греко-римська боротьба, до 71 кг | Срібло |
| Гран-прі Загреба з боротьби 2018                                 | Сербія | греко-римська боротьба, до 72 кг | Золото |
| Меморіал Іона Корнеану і Ладислава Сімона 2018                   | Сербія | греко-римська боротьба, до 72 кг | Золото |
| Чемпіонат Сербії з боротьби 2020                                 | Сербія | греко-римська боротьба, до 77 кг | Золото |
| Турнір Дана Колова — Николи Петрова 2021                         | Сербія | греко-римська боротьба, до 72 кг | Бронза |

### Виступи на змаганнях молодших вікових груп
| Змагання                                       | Збірна               | Вагова категорія                 | Місце  |
| ---------------------------------------------- | -------------------- | -------------------------------- | ------ |
| Чемпіонат Європи з боротьби серед кадетів 2003 | Сербія та Чорногорія | греко-римська боротьба, до 50 кг | 16     |
| Чемпіонат Європи з боротьби серед кадетів 2004 | Сербія та Чорногорія | греко-римська боротьба, до 54 кг | 5      |
| Чемпіонат Європи з боротьби серед кадетів 2005 | Сербія та Чорногорія | греко-римська боротьба, до 58 кг | Бронза |
| Чемпіонат Європи з боротьби серед юніорів 2006 | Сербія та Чорногорія | греко-римська боротьба, до 60 кг | 19     |
| Чемпіонат світу з боротьби серед юніорів 2006  | Сербія та Чорногорія | греко-римська боротьба, до 60 кг | 8      |
| Чемпіонат Європи з боротьби серед юніорів 2007 | Сербія               | греко-римська боротьба, до 66 кг | Золото |
| Чемпіонат світу з боротьби серед юніорів 2007  | Сербія               | греко-римська боротьба, до 66 кг | 7      |
| Чемпіонат Європи з боротьби серед юніорів 2008 | Сербія               | греко-римська боротьба, до 66 кг | Золото |
| Чемпіонат світу з боротьби серед юніорів 2008  | Сербія               | греко-римська боротьба, до 66 кг | Срібло |